# 岡山操山高校野球部マネージャー自殺事件
岡山操山高校野球部マネージャー自殺事件（おかやまそうざんこうこうやきゅうぶマネージャーじさつじけん）は、日本で起きた自殺事件。

## 概要

### 自殺まで
自殺することとなる生徒は、2011年（平成23年）4月に岡山県立岡山操山高等学校に入学して野球部に入部する。当時の野球部の顧問であった男性教諭は、部員に対して「死ね」や「帰れ」など人格を否定するような発言をしたり、感情的になって怒鳴ることが多かった。部員の態度が気に入らなければ体罰やパワハラを行っていた。自殺することとなる生徒は1年生の3学期に野球部の日誌に自分の存在価値も目標も分からなくなったと書き、練習を休むようになる。2年生の2012年6月には顧問に「帰れ」や「ベンチに入るな」などと叱責され、練習試合はバックネット裏で見るしかないようになる。その日以降も罵倒され続ける。それから退部を申し出て、その時にも叱られたが退部。それから同級生に野球部への復帰を誘われ、3年生の引退でマネージャーがいなくなることもあり、マネージャーとして2年生の7月23日に復帰する。復帰するときに顧問に威嚇するような態度をとられていたが復帰した。復帰した日に厳しい口調で叱責され、翌日にも怒られたり怒鳴られたりする。復帰して3日目の7月25日にも怒鳴られたり叱られたりする。それから顧問が自殺することとなる生徒を大声で呼んだが、部室の掃除をしていたことから気付かなかった。そのことから練習後に炎天下のグラウンドに残され、大声で問い詰められて怒鳴られ続けた。それから帰宅するときに他の同級生にこれからもマネージャーを頼むと声をかけられたときに、もう自らはマネージャーではないと答える。それから数時間後に自殺する。

### 事件から
岡山操山高等学校のPTA会長は、事件から8ヶ月経った2013年（平成25年）8月にこの事件を新聞の報道で初めて知る。そして遺族と初めて対面して、翌3月に遺族とともに岡山県教育委員会の職員と面会。一周忌が過ぎてからの2013年8月に、顧問はPTA会長に促されて遺族と面会する。その時に顧問は話をしている途中に声を荒げて遺族に謝罪をしなかった。
それから遺族は岡山県教育委員会に第三者委員会の設置を求めるが、岡山県教育委員会は設置を拒み続ける。自殺から6年後に第三者委員会が立ち上がる。教育委員会は顧問の言動と自殺の因果関係は不明としていたのに対し、第三者委員会は2021年に顧問の行為が自殺の原因と結論付け、学校や教育委員会に原因究明の姿勢が欠けていたことを指摘。
2023年（令和5年）3月15日に岡山県教育委員会は、この事件から県立校で自殺が発生した場合の調査に関わることなどの基本方針を公表した。今後はこの方針に沿って再発防止策を策定する。教育委員会は前年の8月に基本方針を示すことを目指していたが、そこでは原因究明に第三者が関わるか否かが示されていなかったことから遺族から不十分と指摘されていた。